# Mark Conte
Pour les articles homonymes, voir Conte (homonymie).
Mark Conte est un monteur américain, actif depuis les années 1980.

## Biographie
Mark Conte est le fils de l'acteur Richard Conte.

## Filmographie
- 1983 : Under Fire
- 1985 : Portés disparus 2 (Missing in Action 2: The Beginning)
- 1986 : Le Camp de l'enfer (Opposing Force)
- 1987 : Monster in the Closet
- 1987 : Steel Dawn
- 1989 : Damned River
- 1989 : Turner et Hooch (Turner & Hooch)
- 1989 : Angoisse sur la ville (Prime Target) (TV)
- 1990 : Full Contact (Lionheart)
- 1990 : Johnny Ryan (TV)
- 1991 : Double Impact
- 1992 : Arrête, ou ma mère va tirer ! (Stop! Or My Mom Will Shoot)
- 1992 : Exclusive (TV)
- 1993 : Flashfire
- 1993 : Nemesis
- 1993 : La Revanche de Jesse Lee (Posse)
- 1995 : Fluke
- 1995 : Hiroshima (TV)
- 1996 : Crazy Horse, le plus grand d'entre nous (en) (Crazy Horse) (TV)
- 1997 : City of Crime (City of Industry)
- 1997 : Perfect Body (TV)
- 1998 : Menace extrême (Carriers) (TV)
- 1999 : Purgatory (TV)
- 1999 : La Vie secrète d'une milliardaire (Too Rich: The Secret Life of Doris Duke) (feuilleton TV)
- 1999 : One Man's Hero
- 1999 : Mr. Rock 'n' Roll: The Alan Freed Story (TV)
- 2000 : Noriega : L'Élu de Dieu (Noriega: God's Favorite) (TV)
- 2000 : À l'aube du sixième jour (The 6th Day)
- 2001 : Au-delà de l'infidélité (Sex, Lies & Obsession) (TV)
- 2002 : King of Texas (TV)
- 2002 : Jules César (Julius Caesar) (feuilleton TV)
- 2003 : America's Prince: The John F. Kennedy Jr. Story (TV)
- 2003 : Evil Never Dies (TV)
- 2004 : Spartacus (TV)
- 2004 : Anonymous Rex (TV)
- 2005 : Into the West (feuilleton TV)